# Vicky Colbert
Pour les articles homonymes, voir Colbert et Arboleda (homonymie).
Vicky Colbert, de son nom complet Clara Victoria Colbert de Arboleda, est une sociologue colombienne, née aux États-Unis.
Vice-ministre de l'éducation entre 1982 et 1984, elle cofonde l'ONG Fundación Escuela Nueva et reçoit le prix WISE pour l'éducation.

## Biographie

### Jeunesse et formation
Vicky Colbert naît dans l'Oregon, aux États-Unis, et grandit à Bogota. Son père, de nationalité américaine, meurt durant son enfance. Sa mère, colombienne, étudie à l'université Columbia de New York puis devient enseignante à Bogota,. Vicky Colbert obtient une licence de l'université pontificale Javeriana de Bogota. Grâce à une bourse de la fondation Ford, elle poursuit ses études à l'université Stanford, où elle obtient un master's degree en sciences de l'éducation et en éducation comparée,.

### Carrière professionnelle
Vicky Colbert est recrutée par la Banque mondiale, puis devient responsable régionale de l'éducation pour le Fonds des Nations unies pour l'enfance (Unicef).

### Escuela Nueva
En 1975, elle fait la connaissance de l'instituteur Oscar Mogollon, qui applique un nouveau modèle pédagogique, dénommé Escuela Nueva (« école nouvelle »), dans des écoles rurales de Colombie. En 1988, ils cofondent la Fundación Escuela Nueva,. L'ONG tente d'améliorer l'accès à l'éducation dans les zones rurales. Elle opère dans une vingtaine de pays. Au sein de la fondation, Colbert travaille notamment avec le sociologue Jairo Arboleda, qui devient son mari. En 2003, elle est élue membre (fellow) de l'association Ashoka, qui promeut le développement de l'entrepreneuriat social,.

### Responsabilités politiques
Entre 1982 et 1984, sous la présidence de Belisario Betancur, Colbert occupe le poste de vice-ministre de l'éducation dans le gouvernement colombien,.

## Récompenses
En 2007, l'ONG Clinton Global Initiative (CGI) décerne à Vicky Colbert le Global Citizen Award. Le Henry R. Kravis Prize in Leadership lui est attribué en 2011. Elle est lauréate du prix WISE pour l'éducation 2013.